# Sân vận động Dodger
Sân vận động Dodger (tiếng Anh: Dodger Stadium) là một sân vận động bóng chày nằm ở khu phố Elysian Park của Los Angeles, California. Đây là sân nhà của Los Angeles Dodgers thuộc Major League Baseball. Được khánh thành vào năm 1962, sân được xây dựng trong vòng chưa đầy ba năm với chi phí 23 triệu đô la Mỹ (223 triệu đô la vào năm 2022). Đây là sân vận động bóng chày lâu đời nhất ở bờ phía tây sông Mississippi tại MLB, và là sân vận động bóng chày lâu đời thứ ba về tổng thể tại MLB, sau Fenway Park ở Boston (1912) và Wrigley Field ở Chicago (1914). Đây là sân vận động bóng chày lớn nhất thế giới theo sức chứa chỗ ngồi. Thường được gọi là "sân vận động bóng chày của cầu thủ giao bóng", sân vận động đã chứng kiến 13 trận đấu no-hitter, hai trong số đó là trận đấu hoàn hảo.
Sân vận động đã tổ chức Trận đấu All-Star Major League Baseball 1980 và 2022—cũng như các trận đấu của 10 mùa giải World Series (1963, 1965, 1966, 1974, 1977, 1978, 1981, 1988, 2017 và 2018). Sân cũng đã tổ chức các trận bán kết và trận chung kết của World Baseball Classic 2009 và 2017, cũng như giải đấu môn bóng chày của Thế vận hội Mùa hè 1984. Vào ngày 3 tháng 8 năm 2013, sân vận động đã tổ chức một giải đấu bóng đá với sự góp mặt của bốn câu lạc bộ: đội chủ nhà Los Angeles Galaxy và các đội bóng châu Âu bao gồm Real Madrid, Everton và Juventus. Vào năm 2014, trận đấu thông thường trong mùa giải giữa Los Angeles Kings và Anaheim Ducks đã được tổ chức tại đây như một phần của NHL Stadium Series.
Sân đôi khi được gọi là "Blue Heaven on Earth" (Thiên đường xanh trên Trái Đất), một biệt danh do huấn luyện viên Dodgers Tommy Lasorda đặt ra.